# Liga Sudamericana de Baloncesto
La Liga Sudamericana de Baloncesto es el máximo torneo de clubes de baloncesto en Sudamérica, y en segundo rango tras la Liga de Campeones de Baloncesto de las Américas (que nuclea a participantes de Sur, Centro y Norteamérica). Es organizada por la Asociación del Básquetbol Sudamericano (ABASU) y FIBA Américas, luego de la desaparición de la Confederación Sudamericana de Baloncesto.
El torneo se disputa desde 1996 a excepción del 2003, 2020 y 2021, estos dos últimos por motivos de la pandemia COVID-19. Actualmente se realiza en el segundo semestre del año.

## Historia
La Liga Sudamericana nace por iniciativa del por aquel entonces presidente de la Confederación Sudamericana el argentino Horacio Muratore. La intención era que los clubes integrantes de las distintas ligas tuviesen trascendencia internacional. Los trabajos comenzaron en 1994 y en 1995 se realizó la primera reunión general de las diez ligas de la confederación.

Lo que buscamos con la Liga Sudamericana fue intentar achicar el desnivel deportivo y desarrollar a todos los países. Es cierto que esperábamos que después de unos años se vieran mejores frutos, pero no todas las Federaciones y las Ligas trabajaron con el mismo esfuerzo.
Horacio Muratore.

## Campeonatos
| Temporada        | Sede final          | Campeón                                   | Final Resultado                           | Subcampeón                                | Semifinalistas                                      | MVP                                       |
| ---------------- | ------------------- | ----------------------------------------- | ----------------------------------------- | ----------------------------------------- | --------------------------------------------------- | ----------------------------------------- |
| 1996 Detalles    | São Paulo           | Olimpia de Venado Tuerto                  | 2 - 0                                     | Corinthians                               | Dharma Yara Franca (3°) Rio Claro                   | Jorge Racca                               |
| 1997 Detalles    | Córdoba             | Atenas de Córdoba                         | 2 - 1                                     | Corinthians                               | Olimpia de Venado Tuerto (3°) Franca BC             | Gregg Dennis                              |
| 1998 Detalles    | Franca              | Atenas de Córdoba                         | 2 - 0                                     | Franca BC                                 | Boca Juniors (3°) Independiente de Gral. Pico       | Fabricio Oberto                           |
| 1999 Detalles    | Río de Janeiro      | Vasco da Gama                             | 2 - 0                                     | Boca Juniors                              | Independiente de Gral. Pico (3°) Welcome            | Charles Byrd                              |
| 2000 Detalles    | Río de Janeiro      | Vasco da Gama                             | 3 - 2                                     | Atenas de Córdoba                         | Franca BC (3°) Welcome                              | José Vargas                               |
| 2001 Detalles    | Olavarría           | Estudiantes de Olavarría                  | 3 - 1                                     | Gimnasia (Comodoro Rivadavia)             | Atenas de Córdoba (3°) Flamengo                     | Daniel Farabello                          |
| 2002 Detalles    | Sunchales           | Libertad de Sunchales                     | 3 - 1                                     | Vasco da Gama                             | Cocodrilos de Caracas (3°) Estudiantes de Olavarría | Mariano Ceruti                            |
| 2004 Detalles    | Uberlândia          | Atenas de Córdoba                         | 3 - 2                                     | Unit Uberlândia                           | Boca Juniors (3°) Libertad de Sunchales             | Héctor Campana                            |
| 2005 Detalles    | Uberlândia          | Unitri Uberlândia                         | 3 - 1                                     | Universo/Ajax                             | Boca Juniors (3°) Cocodrilos de Caracas             | Valtinho                                  |
| 2006 Detalles    | Rafaela             | Ben Hur                                   | 3 - 1                                     | Ribeirão Preto COC                        | Unitri Uberlândia (3°) Libertad de Sunchales        | Leonardo Gutiérrez                        |
| 2007 Detalles    | Sunchales           | Libertad de Sunchales                     | 3 - 2                                     | Franca BC                                 | Ben Hur (3°) Gimnasia (Comodoro Rivadavia)          | Cleotis Brown                             |
| 2008 Detalles    | Corrientes          | Regatas Corrientes                        | 3 - 2                                     | Flamengo                                  | Boca Juniors (3°) Brasília                          | Alejandro Montecchia                      |
| 2009 I Detalles  | Santiago del Estero | Flamengo                                  | Lig.                                      | Quimsa                                    | Cúcuta-Norte (3°) Regatas Corrientes                | Marcelinho Machado                        |
| 2009 II Detalles | Santiago del Estero | Quimsa                                    | Lig.                                      | Libertad de Sunchales                     | Juventud Sionista (3°) Minas Tênis                  | Julio Mazzaro                             |
| 2010 Detalles    | Río de Janeiro      | Brasília                                  | 96 - 86                                   | Flamengo                                  | Boca Juniors (3°) Quimsa                            | Guilherme Giovannoni                      |
| 2011 Detalles    | Buenos Aires        | Obras                                     | 88 - 73                                   | Pinheiros                                 | Brasília (3°) Atenas de Córdoba                     | Juan Pedro Gutiérrez                      |
| 2012 Detalles    | Corrientes          | Regatas Corrientes                        | Lig.                                      | Brasília                                  | Flamengo (3°) Peñarol                               | Paolo Quinteros                           |
| 2013 Detalles    | Montevideo          | Brasília                                  | 93 - 81                                   | Aguada                                    | Bauru (3°) Boca Juniors                             | Guilherme Giovannoni                      |
| 2014 Detalles    | Bauru               | Bauru                                     | 79 - 53                                   | Mogi das Cruzes                           | Boca Juniors (3°) Malvín                            | Alex Garcia                               |
| 2015 Detalles    | Corrientes          | Brasília                                  | 2 - 0                                     | San Martín de Corrientes                  | Club Malvín (3°)                                    | Deryk Ramos                               |
| 2016 Detalles    | Bahía Blanca        | Mogi das Cruzes                           | 3 - 0                                     | Weber Bahía                               | Club Ciclista Olímpico (3°)                         | Shamell Stallworth                        |
| 2017 Detalles    | Concordia           | Guaros de Lara                            | 3 - 1                                     | Estudiantes Concordia                     | Pinheiros (3°)                                      | Heissler Guillent                         |
| 2018 Detalles    | Córdoba             | Franca BC                                 | 2 - 1                                     | Instituto                                 |                                                     | David Jackson                             |
| 2019 Detalles    | São Paulo           | Botafogo                                  | 2 - 1                                     | SC Corinthians                            |                                                     | Cauê                                      |
| 2020             |                     | No se disputó por la pandemia de COVID-19 | No se disputó por la pandemia de COVID-19 | No se disputó por la pandemia de COVID-19 | No se disputó por la pandemia de COVID-19           | No se disputó por la pandemia de COVID-19 |
| 2021             |                     | No se disputó por la pandemia de COVID-19 | No se disputó por la pandemia de COVID-19 | No se disputó por la pandemia de COVID-19 | No se disputó por la pandemia de COVID-19           | No se disputó por la pandemia de COVID-19 |
| 2022 Detalles    | Corrientes          | Bauru                                     | 66 - 57                                   | San Martín de Corrientes                  | Titanes (3°) Oberá Tenis (4°)                       | Danilo Fuzaro                             |
| 2023 Detalles    | Montevideo          | Instituto de Córdoba                      | 81 - 72                                   | Titanes                                   | Gimnasia C.R. (3°) Caribbean Storm (4°)             | Nathan Hoover                             |
| 2024 Detalles    | Paysandú            | Nacional                                  | 77 - 76                                   | San Lorenzo de Almagro                    | Ciclista Olímpico (3°) Defensor Sporting (4°)       | Manny Suárez                              |

## Palmarés

### Títulos por equipos
| Equipo                   | País      | Campeón | Años             | Subcampeón | Años       |
| ------------------------ | --------- | ------- | ---------------- | ---------- | ---------- |
| Atenas de Córdoba        | Argentina | 3       | 1997, 1998, 2004 | 1          | 2000       |
| Brasília                 | Brasil    | 3       | 2010, 2013, 2015 | 1          | 2012       |
| Vasco da Gama            | Brasil    | 2       | 1999, 2000       | 1          | 2002       |
| Libertad de Sunchales    | Argentina | 2       | 2002, 2007       | 1          | 2009 II    |
| Regatas Corrientes       | Argentina | 2       | 2008, 2012       |            |            |
| Bauru                    | Brasil    | 2       | 2014, 2022       |            |            |
| Flamengo                 | Brasil    | 1       | 2009 I           | 2          | 2008, 2010 |
| Quimsa                   | Argentina | 1       | 2009 II          | 1          | 2009 I     |
| Uberlândia               | Brasil    | 1       | 2005             | 1          | 2004       |
| Instituto                | Argentina | 1       | 2023             | 1          | 2018       |
| Olimpia de Venado Tuerto | Argentina | 1       | 1996             |            |            |
| Estudiantes de Olavarría | Argentina | 1       | 2001             |            |            |
| Ben Hur                  | Argentina | 1       | 2006             |            |            |
| Obras Sanitarias         | Argentina | 1       | 2011             |            |            |
| Mogi das Cruzes          | Brasil    | 1       | 2016             |            |            |
| Guaros de Lara           | Venezuela | 1       | 2017             |            |            |
| Franca BC                | Brasil    | 1       | 2018             |            |            |
| Botafogo                 | Brasil    | 1       | 2019             |            |            |
| Nacional                 | Uruguay   | 1       | 2024             |            |            |

### Títulos por países
| Equipo    | Campeón | Último | Subcampeón |
| --------- | ------- | ------ | ---------- |
| Argentina | 13      | 2023   | 10         |
| Brasil    | 12      | 2022   | 14         |
| Uruguay   | 1       | 2024   | 1          |
| Venezuela | 1       | 2017   |            |
| Colombia  |         |        | 1          |

## Mayores participaciones
Actualizado hasta 2023
| Participaciones | Clubes                                                                          |
| --------------- | ------------------------------------------------------------------------------- |
| 11              | Boca Juniors Club Malvin                                                        |
| 10              | Libertad de Sunchales Brasília Flamengo Deportivo San Jose                      |
| 9               | Cocodrilos de Caracas Franca BC Regatas Lima                                    |
| 8               | Atenas de Córdoba Universidad de Concepción Aguada                              |
| 5               | Unitri/Uberlândia Trouville Defensor Sporting Biguá Gimnasia Comodoro Rivadavia |

## Jugadores Más Valiosos (MVPs) por año
- 1996 –  Jorge Racca (Olimpia de Venado Tuerto)
- 1997 –  Gregg Dennis (Atenas de Córdoba)
- 1998 –  Fabricio Oberto (Atenas de Córdoba)
- 1999 –  Charles Byrd (Vasco da Gama)
- 2000 –  José Vargas (Vasco da Gama)
- 2001 –  Daniel Farabello (Estudiantes de Olavarría)
- 2002 –  Mariano Ceruti (Libertad de Sunchales)
- 2004 –  Héctor Campana (Atenas de Córdoba)
- 2005 –  Valtinho (Unitri/Uberlândia)
- 2006 –  Leonardo Gutiérrez (Ben Hur de Rafaela)
- 2007 –  Cleotis Brown (Libertad de Sunchales)
- 2008 –  Alejandro Montecchia (Regatas Corrientes)
- 2009 –  Marcelinho Machado (Flamengo)
- 2009 –  Julio Mazzaro (Quimsa)
- 2010 –  Guilherme Giovannoni (Brasília)
- 2011 –  Juan Pedro Gutiérrez (Obras Sanitarias)
- 2012 –  Paolo Quinteros (Regatas Corrientes)
- 2013 –  Guilherme Giovannoni (Brasília)
- 2014 –  Alex Garcia (Bauru)
- 2015 –  Deryk Ramos (Brasília)
- 2016 –  Shamell Stallworth (Mogi das Cruzes)
- 2017 –  Heissler Guillent (Guaros de Lara)
- 2018 –  David Jackson (Franca BC)
- 2019 –  Cauê (Botafogo)
- 2022 –  Danilo Fuzaro (Bauru)
- 2023 –  Nathan Hoover (Instituto)
- 2024 –  Manny Suárez (Nacional)